# Биопрепарат
рос. «Биопрепарат» (укр. Біопрепарат; поштова скриня А-1063) — створене в 1973 році таємною постановою ЦК КПРС таємне всесоюзне науково-виробниче об'єднання підпорядковане Міжвідомчій науково-технічній раді (МНТС) для прикриття основного завдання: розробка наукових програм а також координація робіт зі створення біологічної зброї на новій науковій основі, що відбувалось у всіх залучених міністерствах та відомствах Радянського Союзу (міністерстві оборони, академії наук, міністерств охорони здоров'я та сільського господарства, тощо).
Широкому загалу про існування радянської програми зі створення біологічної зброї під прикриттям «Біопрепарату» стало відомо наприкінці 1980-х — початку 1990-х завдяки перебіжчикам Володимиру Пасечнику та Канатжан Алібекову.

## Огляд
Академік Академії наук СРСР Юрій Овчинников переконав генерального секретаря ЦК КПРС Леоніда Брежнєва у важливості розробки наступальних біологічних озброєнь, завдяки чому в 1973 році таємною постановою ЦК КПРС було створено всесоюзне науково-виробниче об'єднання «Біопрепарат» для публічного прикриття таємної програми зі створення та виробництва біологічних озброєнь в Радянському Союзі.
Свою роль у створенні «Біопрепарату» відіграло прагнення військових функціонерів-біологів зберегти паритет з ядерниками а цивільних фахівців — отримати щедре фінансування на наукові дослідження під приводом розробки новітніх озброєнь.
За офіційною легендою, підприємства «Біопрепарату» мали працювати над виробництвом препаратів для широкого застосування: вітамінів, лікарських засобів, антибіотиків, вакцин. Однак, насправді підприємства у його складі зосередили всі зусилля над створенням засобів ведення наступальної біологічної війни.
В структурі об'єднання були створені численні підприємства й інститути. Серед великих номінально цивільних наукових установ у його складі відомо про:
- Інститут прикладної мікробіології (Оболенськ, Московська область, поштова скриня В-8724),
- вірусологічний інститут, який згодом був реорганізований у науковий центр «Вектор»,
- Інститут особливо чистих біопрепаратів (Санкт-Петербург),
- Іммунологічний інститут (Любучани, Московська область),
- Мікробіологічний інститут в Степногорську (Казахстан), та інші.

## Керівництво
Директори
- генерал-майор Огарков Всеволод Іванович (квітень 1974—1979)[6]
- полковник Міклашевський Анатолій Анатолійович (1979)
- генерал-лейтенант Калінін Юрій Тихонович (1980 — квітень 2001)[6]

Перші заступники директора
- генерал-майор Воробйов Анатолій (1978—1988)
- полковник Алібеков Канатжан (1988—1992)[7]